# جون هايوود
جون هايوود (17 أبريل 1878 - 2 فبراير 1963) (بالإنجليزية: John Haywood)‏ هو لاعب كريكت بريطاني (وحمل سابقاً جنسية المملكة المتحدة لبريطانيا العظمى وأيرلندا).